# Velká čínská zeď

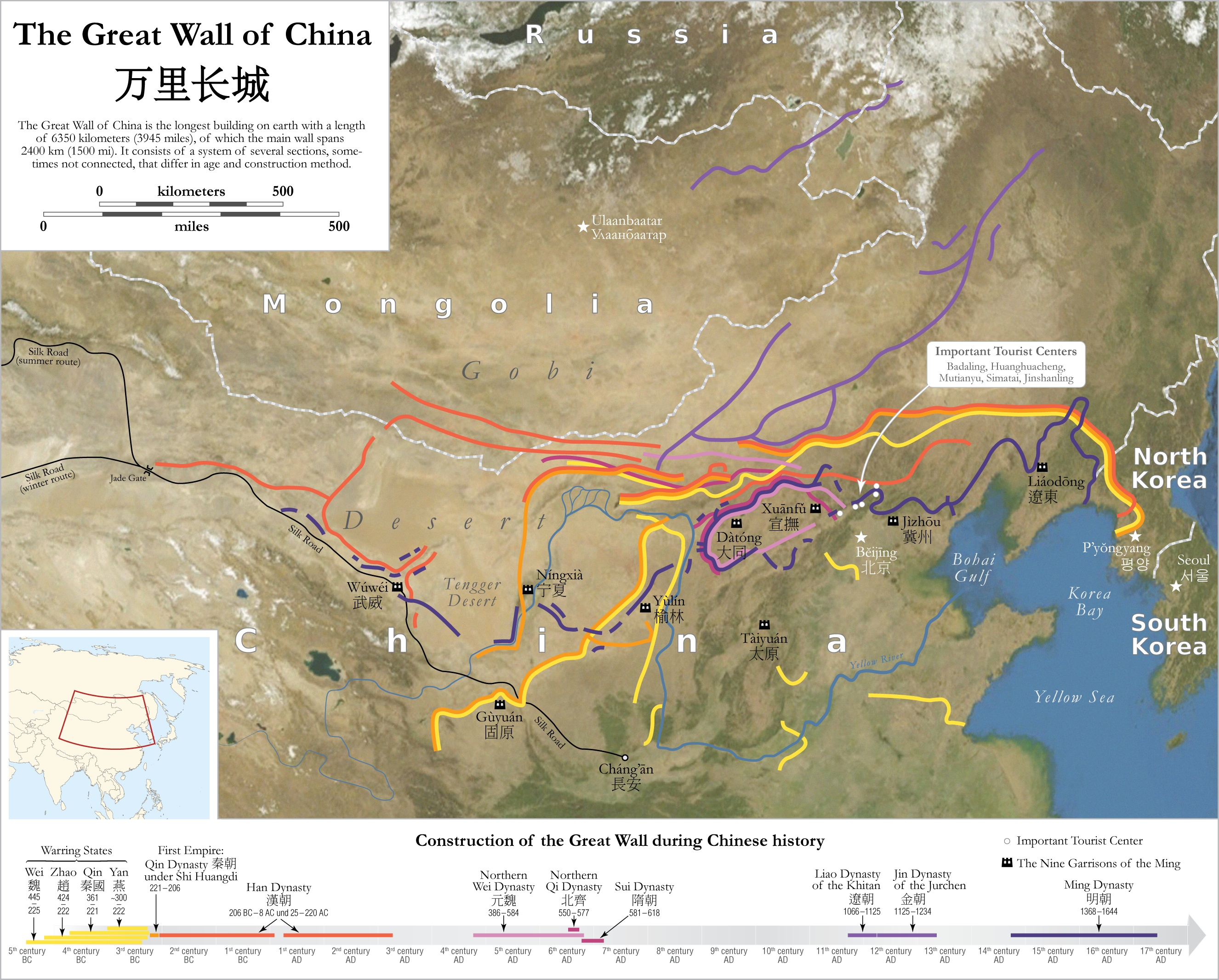
Etapy budování Velké zdi: žlutá - Čchin, červená - Ťin, modrá - Ming

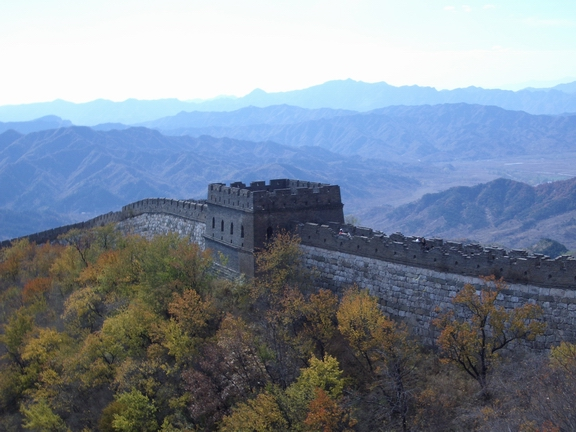
Strážní věž poblíž Pekingu

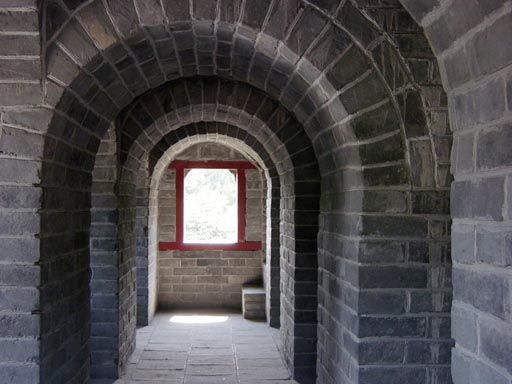
Vnitřek strážní věže poblíž Pekingu

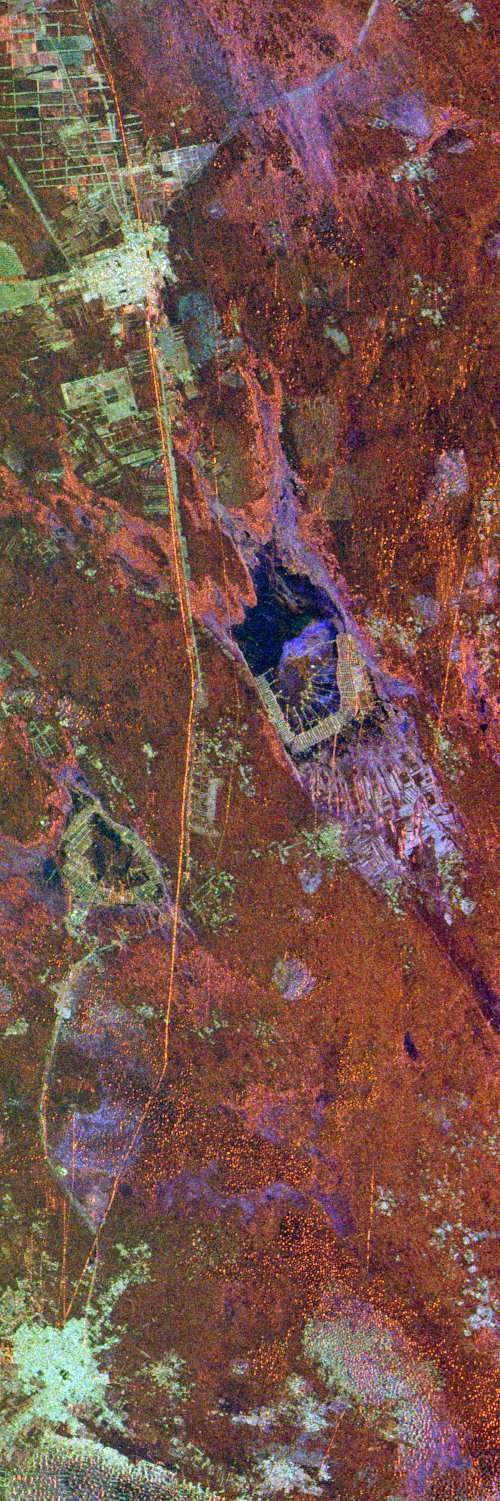
Snímek Velké zdi pořídil radar raketoplánu Endeavour 10. dubna 1994, verze ve falešných barvách

Velká čínská zeď (čínsky v českém přepisu Čchang-čcheng, pchin-jinem Chángchéng, znaky zjednodušené 长城, tradiční 長城; česky „Dlouhá zeď“) je starý systém opevnění táhnoucí se napříč severní Čínou. Dnešní podoba zdi byla vybudována za dynastie Ming v době od konce 15. do začátku 17. století. Jejím účelem bylo chránit Čínu před mongolskými nájezdy. Podobná opevnění proti vpádům kočovných kmenů byla však budována již v dávnějších dobách.
Zeď se táhne v délce cca 2000 km (se všemi odbočkami 8758,8 km), východní počátek má v Šan-chaj-kuan při Pochajském zálivu v provincii Che-pej na hranicích vlastní Číny a Mandžuska a končí daleko na západě u Ťia-jü-kuan v provincii Kan-su na pokraji pouště Gobi, v místech, kudy přes roztroušené oázy kdysi pokračovala západním směrem Hedvábná stezka. Nutno zdůraznit, že zeď v některých úsecích probíhá v několika liniích a vytváří odbočky (započteno do celkové délky), na jiných místech je naopak přerušena. V roce 2009 čínské úřady ohlásily, že byly nalezeny dosud neznámé zbytky čínské zdi. Součet délek všech částí dnes tedy činí 21 196 km.

## Název
Číňané zeď nazývají Wan-li čchang-čcheng (ZZ: 万里长城, pinyin: Wànlĭ Chángchéng), což znamená doslova „Zeď dlouhá deset tisíc li“. Li je čínská jednotka délky, kolem půl kilometru; výraz „deset tisíc“ je tradičně synonymem nezměrného množství, proto se nabízí výstižnější překlad „Nekonečně dlouhá zeď.“ Poprvé tento termín použil ve svých zápiscích z 1. století př. n. l. čínský historik S’-ma Čchien. Zdi se také někdy přezdívá "Kamenný had" nebo "Dračí hřbet".

## Dějiny
První Velká zeď byla postavena za vlády Prvního císaře (Čchin Š'-chuang-ti), zakladatele epizodické dynastie Čchin (Qin). Na stavbu byly nasazeny statisíce lidí, především zajatců a trestanců. Obvykle se uvádí, že v této první fázi při stavbě 300 000 z nich zahynulo, přičemž řada mrtvých těl prý byla do zdi zazděna. Nejednalo se o budování z ničeho, ale spíše o propojení již existujících úseků opevnění postavených v období válčících států v 5. - 3. století př. n. l. Probíhala daleko severněji než zeď dnešní a dochovaly se z ní jen nepatrné zbytky. I následující dynastie budovaly ve větší či menší míře obranné zdi na severním pomezí. Dnešní podobu získala zeď za dynastie Ming, kdy byla přebudována do velkorysých rozměrů za použití trvanlivých materiálů (kámen, pálené cihly). Zeď pochopitelně neměla za úkol odrazit masívní útok nepřátelského vojska, které by hradby dokázalo zlézt, ale měla znesnadnit polokočovným kmenům podnikání loupeživých nájezdů do nitra impéria. Nicméně svou funkci rychle ztratila. Roku 1644 totiž do Číny vpadli Mandžuové a vytvořili mohutnou říši Čching, jejíž rozloha byla dvakrát větší než mingské říše a hranice se nacházely daleko za linií Velké čínské zdi. Ta se tak náhle ocitla ve vnitrozemí a přestala dávat vojenský smysl. Uvažovalo se i o zbourání, ale to nedovolil císař Kchang-si. V 18. století Číňané o zeď, k překvapení Evropanů, nejevili žádný zájem. Až později se stala národním symbolem, velkou roli v tom sehrál komunistický vůdce Mao Ce-tung, který nabádal své spolustraníky, že každý správný soudruh se musí aspoň jednou za život na zeď jet podívat. Poté, co se Čína po Teng Siao-pchingových reformách otevřela světu, se zeď stala jedním z hlavních turistických taháků moderní Číny.

## Hlavní období budování Velkých zdí
1. za dynastie Čchin (Qin) (kolem roku 210 př. n. l.)
2. za dynastie Chan (Han) v 1. století př. n. l.
3. v období říše Ťin (1138–1198), severněji od Velké čínské zdi, na rozhraní vnějšího a vnitřního Mongolska
4. za dynastie Ming (1473–1620)

## Konstrukce a vybavení
Odedávna užívaným způsobem budování opevnění v Číně bylo dusání zeminy po tenkých vrstvách do připraveného bednění. Takto vytvořené velmi pevné jádro bylo pak obezděno. Stavební materiál je rozmanitý. Poblíž Pekingu byly při budování Velké zdi používány vápencové kameny, jinde žula a pálené cihly, v závislosti na místních zdrojích. Velká zeď zpravidla probíhá v obtížně prostupném terénu po hřebenech hor.
Parametry stavby se různí - opevnění z mingské doby má u paty šířku kolem 7 až 8 metrů, v koruně kolem 5 metrů a dosahuje výšky 6 až 10 metrů. Uvnitř zdi se nacházejí spojovací chodby a skladovací prostory. Každých několik set metrů je zeď zesílena věžemi, které sloužily jako pozorovací a signální stanoviště, skladiště zbraní a v případě nutnosti i jako útočiště obránců. Celkový počet věží se odhaduje na 25 000. Ve větších rozestupech pak byly budovány kasárny, zásobovací skladiště a velitelství.
K předávání zpráv o pohybu nepřítele používaly strážní hlídky kouřové signály. Například v mingském období znamenal jeden kouřový signál počet 100 nepřátel, dva signály 500, tři signály přes 1000 nepřátelských bojovníků.

## Symbolický význam
V dnešní době je Velká zeď vnímána jako jeden ze symbolů Číny. I slova písně Pochod dobrovolníků z roku 1935 (dnes státní hymny ČLR) odkazují na „novou Velkou zeď z masa a krve“, kterou mají vytvořit čínští vlastenci tváří v tvář nepřátelské invazi.
Kolem stavby se rozvinula stará i moderní mytologie. V roce 1932 sinolog Robert Ripley prohlásil, že jde o jedinou stavbu planety, která je vidět z Měsíce. Mýtus mimořádně zesílil, když návštěvník na Měsíci, americký astronaut Neil Armstrong, Ripleyho domněnku potvrdil a po návratu tvrdil, že zeď z Měsíce opravdu viděl. Astronomové jeho tvrzení ovšem později vyvrátili, není to možné a Armstrong patrně zeď zaměnil za seskupení mraků. Navzdory tomu se mýtus dále udržuje a různě mutuje, například jeden z nejznámějších sinologů Joseph Needham prohlásil, že Velká čínská zeď je "jediné dílo člověka, kterého by si mohli všimnout marťanští astronomové“. Skutečností nicméně je, že zeď je dobře patrná z kosmických lodí a raketoplánů v termosféře.

## Památková ochrana
Od roku 1987 je Velká čínská zeď zapsána na Seznam světového dědictví UNESCO. Navzdory tomu je ochrana zdi dosud nedostatečná; v odlehlejších místech je zchátralá a dochází k jejímu rozebírání na stavební materiál. Zrestaurovány a turisticky zpřístupněny jsou jen některé menší úseky. Dne 7. 7. 2007 byla Velká čínská zeď zařazena mezi nových sedm divů světa, patří mezi ně v dnešní době jako nejdelší stavba světa.